# Hyaloseris andrade-limae
Hyaloseris andrade-limae es una especie fanerógama de la familia de las Asteraceae. Es endémica del centro de  Argentina en la provincia de Santiago del Estero. 

## Usos medicinales
Las partes aéreas contienen los eudesmanolidos ivasperina e isoivasperina, el guaianolido 14-hidroxipseudoivalina, el péptido acetato de aurentiamida y un nuevo neolignano, la hialoserina  (enlace roto disponible en Internet Archive; véase el historial, la primera versión y la última)..

## Taxonomía
Hyaloseris andrade-limae fue descrita por Cristóbal & Cabrera y publicado en Hickenia 1(48): 255. 1982.